# Vârtop (okręg Konstanca)
Vârtop – wieś w Rumunii, w okręgu Konstanca, w gminie Albești. W 2011 roku liczyła 257 mieszkańców.